# Pittsworth
Pittsworth – miasto w Australii, w stanie Queensland.